# John Goodby
John William Goodby é um químico britânico. Foi presidente da International Liquid Crystal Society.
John Goodby obteve um PhD em química orgânica em 1977 na Universidade de Hull, orientado por George William Gray.
Foi eleito membro da Royal Society em 2011.